# Kandikó
A Kandikó 304 méteres tengerszint feletti magasságával a Göcsej legmagasabb, valamint a Zalai-dombság és egyben Zala vármegye egyik legmagasabb pontja. A domb Csonkahegyhát község közigazgatási területén belül található, a tetején a Geodéziai és Térképészeti Vállalat által épített egyszerű geodéziai mérőtoronyból tág kilátás nyílik a környező tájra.  Megközelíthető a Dobronhegy-Csonkahegyhát összekötőútról, pár méterrel az út mellett található. A torony nem látogatható. Magánterület táblák vannak kihelyezve. A torony kapujára pedig a felmenni tilos és életveszélyes felirat van kitéve.

## Mondája
A Kandikó mondáját a 19. században jegyezték le. Eszerint a népvándorlás idejében a zalai vidék réme Kandikó vezér volt, fosztogatott, pusztított és Csatár magyar vitéz feleségére pályázott, ezért vadászatra hívta. Csatár el is fogadta a meghívást, ám a megbeszélt helyen Kandikó katonái várták, és a mélybe dobták. Hogy meggyőződjön Csatár haláláról, Kandikó a hegy szélére lépett, ami ekkor füstöt és tüzet hányt, magával ragadta őt magát is a mélybe. Ezért, ha tiszta a Kandikó, az jó időt, derült égboltot ígér, ha viszont gőzölög, akkor rossz időt jósol.

## A hegy az irodalomban
- Érintőlegesen szerepel a Kandikó Bödőcs Tibor humorista első regényében, a zalai vidéki helyszínek sokaságát felvillantó Meg se kínáltak című kötetben (a 19. fejezetben).